# Molnár Mária (óvónő)
Molnár Mária (Darány, 1855. március 23. – Görgeteg, 1942. március 15.) mintaóvónő, lapszerkesztő.

## Élete
Molnár István és Bán Mária református vallású szülők lánya. 1877. szeptember 1-től 1879. június 30-ig kisdedóvónővé képezték az országos kisdedóvó-egylet óvónőképző-intézetében Budapesten. 1879. szeptember 1-től 1885. augusztus 31-ig a mezőberényi kisdedóvó-egyesület óvodáját vezette. 1885. szeptember 1-jén a csáktornyai kisdedóvó-egyesület hívta meg óvodája vezetésére és ott működött 1892. november 29-ig. Csáktornyáról a vallás- és közoktatásügyi miniszter a sepsiszentgyörgyi államilag segélyezett kisdedóvónőképző-intézet mintaóvodájához minta-óvónőül nevezte ki. 1893. november 19-én az eperjesi állami óvónőképző-intézet minta-óvodájához helyezték át hasonló minőségben, ahol 1909-ig működött, majd nyugdíjba vonult. Később Rinyaszentkirályon élt. A kisded-nevelők országos egyesületének választmányi tagja és az északkeleti szakosztályának alelnöke; a sárosmegyei általános tanítóegyesületnek rendes tagja és könyvtárnoka; a Mária Dorottya-egyletnek rendes tagja, a III. országos egyetemes tanügyi kongresszus tagja és kisdednevelési szakosztályának előadója volt. Élete végén Rinyaszentkirályon lakott.
A Peres Sándor által szerkesztett Magyar Kisdedóvodában a játékokat és a munkaszerű foglalkozást írta; írt még a Magyar Kisdednevelés- és Népoktatásba.

## Munkái
- Koszorú. Mese-, szavalmány-, dal- és játékkönyv. Nagy-Kanizsa. 1888.
- Kikelet virágai. Versek kis gyermekek számára. Bpest, 1892. (és Eperjes, 1897.).
- Hajnalfény, mesék a kisdedeknek. Bpest, 1892.
- Kisdedóvodai beszéd- és értelemgyakorlatok (társalgás) kézikönyve. Eperjes, 1894. (2. jav. kiadás. Eperjes, 1901.).
- A kisdednevelés módszertana II. éves növendékek számára. Eperjes, 1895. (Láng Mihállyal együtt).
- A magyar gyermek játékai. (Munka- és társasjátékok). A kisdedóvónő- s tanítóképző-intézetek növendékei, óvónők, tanítónők és tanítók számára. Összegyűjtötte és feldolgozta, Eperjes, 1897.
- Lelki béke. Elmélkedések, fohászok és imák. Nagykanizsa, 1909.